# EuroSpec

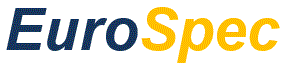
Logo EuroSpec

EuroSpec, als Abkürzung für “European Specifications for railway vehicles” (deutsch: „Europäische Spezifikationen für Eisenbahnfahrzeuge“) ist eine Initiative mehrerer europäischer Eisenbahngesellschaften mit dem Ziel, gemeinsame, explizite technische Spezifikationen für verschiedene Gewerke von Eisenbahnfahrzeugen zu erarbeiten. Die gemeinsam erarbeiteten Anforderungen unterstützen und erleichtern den Prozess der Fahrzeugbeschaffung. Die Anforderungen sind außerhalb des wettbewerblichen Bereiches angesiedelt. Die nachhaltige Anwendung der EuroSpec-Methodik und der erarbeiteten Spezifikationen unterstützt die Standardisierung, führt zu mehr Qualität, unterstützt Fahrzeugplattformen und erlaubt eine signifikante Kostenreduzierung. Als Grundlage für die Erarbeitung ihrer Spezifikationen haben die EuroSpec-Partner einen Leitfaden „Anforderungsmanagement“ erarbeitet, um die notwendige Konsistenz zwischen den Spezifikationen und deren Qualität zu gewährleisten. Die Arbeit begann im Jahr 2011.
Die funktionalen Anforderungen für Eisenbahnfahrzeuge der EuroSpec-Spezifikationen werden in der Beschaffung zusätzlich zu den Technischen Spezifikationen für Interoperabilität, den Euronormen und den nationalen notifizierten technischen Regeln verwendet.
Das EuroSpec Konsortium erstellt weder „europäische Normen“ noch „internationale Normen“ im Sinne der Verordnung (EU) Nr. 1025/2012 des europäischen Parlaments und des Rates vom 25. Oktober 2012.
EuroSpec Spezifikationen sind daher als „technische Spezifikation“ einzustufen. EuroSpecs werden zunehmend als Input für europäische Standardisierung und Regulierung verwendet.

## Partner
Das EuroSpec-Konsortium umfasst fünf europäische Eisenbahnverkehrsunternehmen und eine Repräsentanz der Eisenbahnverkehrsunternehmen im Vereinigten Königreich von Großbritannien und Nordirland durch RSSB. Die EuroSpec Partner in Europa sind:
- Société nationale des chemins de fer français (SNCF) – Frankreich
- Rail Safety and Standards Board (RSSB) (vormals: RDG) – Vereinigtes Königreich von Großbritannien und Nordirland
- Deutsche Bahn (DB) – Deutschland
- Nederlandse Spoorwegen (NS) – Niederlande
- Österreichische Bundesbahnen (ÖBB) – Österreich
- Schweizerische Bundesbahnen (SBB) – Schweiz

## Vision, Mission, Vorgehen und Werte (Version 2024)
- Die Vision von EuroSpec lautet: Wir entwickeln harmonisierte Spezifikationen für Schienenfahrzeuge, um die Wirtschaftlichkeit und Leistung des Betriebs zu verbessern.
- Die Mission von EuroSpec konzentriert sich auf sieben Bereiche: Wir sind repräsentativ für die europäischen Beschaffungsabteilungen für Rollmaterial, sichtbar für den Bahnsektor, gut organisiert, fokussiert, abgestimmt, kooperativ, nutzbringend und kollaborativ
- Die Werte die den EuroSpec zugrunde liegen sind: Schlankheit, Offenheit, Transparenz, Akzeptanz unterschiedlicher Auffassungen, Zusammenarbeit und Förderung niedrigerer Kosten, kürzerer Lieferzeiten und Beschleunigung von Innovationen

## Rechtsform und Sitz
Das EuroSpec Konsortium, als Zusammenschluss mehrerer rechtlich und wirtschaftlich selbständig bleibender Unternehmen zur zeitlich begrenzten Durchführung eines vereinbarten Geschäftszwecks, hat keine Rechtsform gewählt und somit auch keinen offiziellen Sitz. Informell ist der Hauptsitz durch den Sitz des amtierenden Vorsitzers bestimmt.

## Ergebnisse und Publikationen
Die EuroSpec-Spezifikationen erscheinen ausschließlich in englischer Sprache. Die nachfolgenden Spezifikationen wurden veröffentlicht (manche in verschiedenen Versionen) und sind frei zum Download auf der Eurospec-Webseite erhältlich:
- EuroSpec Air conditioning (Klimatechnik)
- EuroSpec Alternative traction energy supply and related infrastructure interfaces - Battery driven systems (Alternative Traktionsenergieversorgung und zugehörige Infrastrukturschnittstellen - Batteriebetriebene Systeme)
- EuroSpec Automatic Coupler (Automatische Kupplungen)
- EuroSpec Bicycles on Trains
- EuroSpec Circularity (Kreislaufwirtschaft)
- EuroSpec Common IDs (Gemeinsame Anforderungen)
- EuroSpec Contact strips (Schleifleisten)
- EuroSpec Documentation (Dokumentation)
- EuroSpec External Passenger Access Doors
- EuroSpec On-Board Data Availability (Datenverfügbarkeit im Fahrzeug)
- EuroSpec Parking Noise (Abstelllärm)
- EuroSpec Requirements Management (Anforderungsmanagement)
- EuroSpec Seat Comfort (Sitzkomfort)
- EuroSpec Sliding Steps (Schiebetritte)
- EuroSpec Software Update (Softwareaktualisierung)
- EuroSpec TCMS Data Service (Datenservice)
- Eurospec Toilets of Railway Vehicles (Toiletten und Waschräume)
- EuroSpec Upgradeability (Erweiterungsfähigkeit)
- EuroSpec Watertightness (Wasserdichtigkeit)
- EuroSpec Wheel and Brake disc (Bremsscheibe)

Weitere EuroSpecs sind in der Entwicklung: Exterior Access Panels (Äußere Abdeckungen), Maintenance Software (Instandhaltungssoftware), Alternative Traction Energy Supply and related infrastructure interfaces - Hydrogen dirven systems (Alternative Traktionsenergieversorgung – Wasserstoffbetriebene Systeme), Life cycle costs (Lebenszykluskosten), CCS on Board und Überarbeitung Air conditioning, Parking Noise, Documentation und Seat Comfort.